# 완다가 간다
《완다가 간다》(영어: Wander Over Yonder 완더 오버 욘더[*])는 크레이그 맥크라켄이 창작하여, 디즈니 XD에서 방영한 미국의 텔레비전 애니메이션 시리즈다. 완다와 그의 가장 친한 친구 실비아의 이야기를 중심으로 그리고 있다. 시리즈는 이전까지 카툰 네트워크를 위해 《파워퍼프걸》과 《상상 속 친구들의 모험》을 제작한 맥크라켄이, 처음으로 디즈니 텔레비전 애니메이션에서 제작하는 것이다.
《완다가 간다》는 원래 디즈니 채널에서 2013년 8월 16일에 방영되었으나, 시즌 1 도중 디즈니 XD로 방송국을 바꾸어 2014년 3월 31에 방영했다. 2014년 6월 23일, 디즈니는 시즌 2를 방영할 것을 밝혔다. 시즌 2의 홍보 일환으로 제작된 11분 가량의 단편 에피소드가 2015년 7월 20일에 방영되었다. 시즌 2는 2015년 8월 3일에 방영되었다.
2016년 3월 5일, 크레이그 맥크라켄은 《완다가 간다》가 시즌 3으로 돌아올 계획은 없으며, 시즌 2가 마지막 시즌이 될 것이라고 발표했다. 그는 자신이 프로그램을 계속 제작할 생각은 있었으나, 디즈니가 더 이상의 에피소드 제작을 거부했다고 밝혔다. 약 30분인 마지막 에피소드 제목은 〈The End of the Galaxy〉이고, 2016년 6월 27일 디즈니 XD에서 방영했다.

## 줄거리
시리즈는 지나치게 낙관적인 은하 여행가 완다와 그의 가장 친한 친구인 말이자 즈보르낙인 실비아가 행성을 여행하며 강력한 빌런 중 하나이자 자신의 군대 와치독과 함께 우주를 침략하는 헤이터 경에 맞서, 사람들을 즐겁게 만들거나 그에게서 해방하여 돕는 이야기를 그리고 있다.

## 등장인물

### 주역
- 완다(성우: 잭 맥브레이어/신용우) – 실비아와 함께 은하계를 모험하는 지나칠 정도로 긍정적인 성격의 소유자[6]
- 실비아(성우: 에이프릴 윈첼/이소영) – 스릴과 거친 여행을 좋아하는 완다의 최고의 친구이자 충성스러운 말[6]
- 악당 헤이터(성우: 키스 퍼거슨/안장혁) – 완다의 숙적이자 헤이터 제국의 사악한 독재자[6]
- 피퍼스 장군(성우: 톰 케니/이재범) – 헤이터의 심복이자 그가 시키는 일은 무엇이든 하는 충성스러운 부하

### 조역
- 최고야 황제(성우: 샘 리겔/이호산)
- 도미네이터 제왕(성우: 프레드 타타시오르/정영웅, 노엘 웰스/문유정(본 모습))
- 스크루볼 존스 박사(성우: 위어드 알 얀코빅/심규혁)
- 지렁이 괴물 (성우: 정영웅)

### 우리말 연출
- 보컬녹음 : STORM
- 믹싱녹음 : STORM
- 오프닝곡 : 완다가 간다 Main Theme
- 노래 :
- 원곡 : 앤디 빈
- 작곡 :
- 음악감독 :
- 연출 :
- 제작총괄 :
- 한국어 제작 : Disney Character Voices International,Inc.
- 기획 : 텔레비전미디어코리아

## 개발
이전에 카툰 네트워크를 대표하는 애니메이션 시리즈 《파워퍼프걸》과 《상상 속 친구들의 모험》를 맡은, 《완다가 간다》의 창작자 크레이그 맥크라켄이 처음으로 디즈니에서 시도하는 프로젝트다. 맥크라켄의 아내 로런 파우스트는 첫 시즌에서 공동 프로듀서와 스토리 편집자를 맡았다. 제목에서 등장하는 캐릭터의 (처음 그려진) 스케치북, 옷, 그리고 패치는 맥크라켄이 자신의 미완성 그래픽 노블과 함께 컨벤션에서 팔았다.

## 방영
《완다가 간다》는 예전에 디즈니 채널에서 2013년 8월 16일부터 방영되었다. 예고편은 2012년 샌디에이고 코믹콘 인터내셔널에서 상영했다. 첫 에피소드는 〈The Picnic〉이고, 《피니와 퍼브: 미션 마블》의 뒤를 이어 2013년 8월 16일에 전파를 탔다. 시즌 1의 방영 도중, 2014년 3월 31일 디즈니 채널의 자매 방송국 디즈니 XD으로 이동하여 새 에피소드의 초연이 이루어졌다. 얼마 안 되어, 디즈니 텔레비전 애니메이션의 경영진 에릭 콜맨은 시리즈가 시즌 2로 재개하며, 각본진에 작가 노엘 스티븐슨이 합류할 것이라고 발표했다. 시즌 2의 홍보 일환으로 제작된 11분 가량의 단편 에피소드가 7월 20일부터 방영되었다. 시즌 2의 첫 에피소드 〈The Greater Hater〉는 2015년 8월 3일에 초연되었다.
국제적으로, 《완다가 간다》는 캐나다의 패밀리 채널에서 2013년 10월 13일에, 호주 디즈니 XD에서 2014년 6월 9일에, 이스라엘의 디즈니 채널에서 2014년 9월 1일에 초연되었다. 대한민국에서는 시즌 1이 2013년 12월 20일에, 시즌 2가 2015년 8월 3일에 초연되었다.

## 반응
첫 에피소드는 대략 290만명이 시청했다.
커먼 센스 미디어의 에밀리 애쉬비는 《완다가 간다》에 5개 만점에 3개의 별을 수여했고, 중요한 도덕적 교훈이 부족하나 코미디 요소가 각각의 에피소드에 잘 조절되어 나온다고 적었다. 디 A.V. 클럽의 케빈 맥팔랜드는, 시리즈가 방송사 경쟁 시절 카툰 네트워크의 "황금 시대"의 "엉뚱한 유산"이라고 적었다.

## 수상 및 후보
| 연도 | 상                     | 부문                                                     | 후보                                                                               | 결과 |
| ---- | ---------------------- | -------------------------------------------------------- | ---------------------------------------------------------------------------------- | ---- |
| 2014 | 41회 애니상            | 탁월한 성취, TV 애니메이션/방송 프로그램 캐릭터 디자인   | 크레이그 맥크라켄                                                                  | 후보 |
| 2014 | 41회 애니상            | 탁월한 성취, TV 애니메이션/방송 프로그램 음악            | 앤디 빈                                                                            | 후보 |
| 2015 | 42회 애니상            | 어린이 시청자를 위한 최고의 TV 애니메이션/방송 프로그램  | 《완다가 간다》                                                                    | 후보 |
| 2015 | 42회 애니상            | 탁월한 성취, TV 애니메이션/방송 프로그램 캐릭터 디자인   | 저스틴 니컬스                                                                      | 수상 |
| 2015 | 42회 애니상            | 탁월한 성취, TV 애니메이션/방송 프로그램 캐릭터 디자인   | 벤자민 발리스트레리                                                                | 수상 |
| 2015 | 42회 애니상            | 탁월한 성취, TV 애니메이션/방송 프로그램 감독            | 데이브 토마스                                                                      | 후보 |
| 2015 | 42회 애니상            | 탁월한 성취, TV 애니메이션/방송 프로그램 프로덕션 디자인 | 알렉스 키르완, 크리스 츠리고티스, 알렉산더 덕워스, 제니스 쿠보 & 프랜시스 기글리오 | 후보 |
| 2015 | 42회 애니상            | 탁월한 성취, TV 애니메이션/방송 프로그램 스토리보드      | 마크 애클랜드                                                                      | 후보 |
| 2015 | 67회 프라임타임 어워드 | 뛰어난 단편 애니메이션 프로그램                          | 〈The Gift 2: The Giftening〉                                                      | 후보 |
| 2016 | 43회 애니상            | 어린이 시청자를 위한 최고의 TV 애니메이션/방송 프로그램  | 〈The Breakfast〉                                                                  | 수상 |
| 2016 | 43회 애니상            | 탁월한 성취, TV 애니메이션/방송 프로그램 캐릭터 디자인   | 저스틴 니컬스 (〈The Good Bad Guy〉에서)                                           | 후보 |
| 2016 | 43회 애니상            | 탁월한 성취, TV 애니메이션/방송 프로그램 음악            | 앤디 빈 (〈The Black Cube〉에서)                                                   | 후보 |
| 2016 | 43회 애니상            | 탁월한 성취, TV 애니메이션/방송 프로그램 스토리보드      | 저스틴 니컬스 (〈The Breakfast〉에서)                                              | 후보 |